# Suite (Musik)
Eine Suite (französisch suite: „Folge“ oder „Abfolge“) ist in der Musik eine Abfolge von Instrumental- oder Orchesterstücken – meistens (in der Tanzsuite) Tänze, manchmal auch Charakterstücke –, die ohne längere Pausen hintereinander gespielt werden. In der zweiten Hälfte des 17. Jahrhunderts etablierte sich zunächst der Name Partita (französisch auch Partie), ein englischer Alternativ-Begriff (bei William Lawes) war Sett. Eine Suite mit einer (französischen) Ouvertüre als Einleitung wird als ganzes ebenfalls oft als Ouvertüre oder als Ouvertürensuite bezeichnet. Eine ausschließlich von François Couperin verwendete alternative Bezeichnung ist Ordre.

## Suitensatzform
Die modellhafte Form der meisten Einzelsätze einer hoch- oder spät-barocken Suite (z. B. bei J. S. Bach, Telemann, Händel u. a.) nennt man Suitensatzform. Diese bezieht sich auf die meist verwendeten Tänze und bezeichnet eine Zweiteiligkeit, wobei beide Teile mit Wiederholungszeichen enden. Grundlegend für die Form ist der harmonische Verlauf: Der erste Satzteil führt meist zur Dominante, der zweite Teil von der Dominante zur Tonika zurück. Der Rückweg kann durch Modulationen (und eventuell eine Kadenz) in eine benachbarte Tonart ausgeweitet sein – beispielsweise zur Tonikaparallele. Musikalischer Charakter und Tempo sind durchgehend in beiden Teilen einheitlich.
Manche Tänze erscheinen in einer übergeordneten symmetrischen Dreiteiligkeit, im Sinne einer Dacapo-Form. Dabei kann der mittlere Teil in der Paralleltonart stehen oder eine Variation enthalten oder (im Falle von Orchestersuiten) durch eine reduzierte Instrumentalbesetzung charakterisiert sein, beispielsweise:
- Bourrée I – Bourrée II – Bourrée I
- Menuett – Trio – Menuett

Die Satzbezeichnungen lauten dabei aber meistens nur Bourree I, II  oder Menuet I, II  o. ä.
Auch sonst müssen nicht alle Suitensätze der beschriebenen zweiteiligen Suitensatzform entsprechen. Beispiele dafür sind einleitende Sätze wie Präludien, die ganz frei oder durchkomponiert sein oder einer anderen, nicht zweiteiligen Form entsprechen können. Auch eine einleitende französische Ouvertüre entspricht nicht der normalen Suitensatzform, selbst wenn sie nicht dreiteilig (langsam-schnell-langsam), sondern nur zweiteilig (langsam-schnell) sein sollte, da Tempo und Charakter wechseln.

Eine ebenfalls häufig vorkommende Ausnahme ist die Rondo-Form (A-B-A-C-A...), die besonders in Frankreich sehr beliebt war, aber auch in anderen europäischen Ländern gepflegt wurde. Dabei können auch Tänze wie das Menuett, die Gavotte u. a. in Rondoform erscheinen, was dann als Menuet en Rondeau bezeichnet sein kann (aber nicht muss).

Auch die Chaconne und die Passacaille entsprechen nicht dem zweiteiligen Modell, sondern entweder einer Variationsform oder (besonders in Frankreich) einer Rondoform.

Auch für die Sätze früher Suiten gilt die Bezeichnung „Suitensatzform“ oft nicht, da insbesondere Pavanen und Gaillarden – aber auch Couranten im frühen 17. Jahrhundert – normalerweise dreiteilig (jeweils mit Wdh.), nicht zweiteilig, waren.

## Renaissance
Etienne du Tertre benutzte den Begriff „Suite“ erstmals 1557 für seine suyttes de bransles, die, wie zu jener Zeit üblich, aus einer Abfolge mehrerer Branlen bestanden.
Auch die paarweise Anordnung von Tänzen in Form eines Tanzes mit folgendem Nachtanz (manchmal auch „Hupfauf“ bzw. Hupff Auff oder Auff und Auff genannt) kann als Vor- oder Frühform der Suite angesehen werden. Dabei ist der Vortanz häufig ein geradtaktiger Tanz in langsamerem oder mäßigem Tempo und der Nachtanz ein schnellerer Tanz im Dreiertakt. Bekannte Beispiele sind die im 16. und frühen 17. Jahrhundert besonders beliebte Kombination Pavana – Galliarda, ebenso wie Passamezzo – Saltarello oder auch Dantz – Proporz (Hupfauf). Die beiden Tänze bilden tonartlich eine Einheit und der Nachtanz ist häufig (muss aber nicht) musikalisch eine Variation des Vortanzes.
Diese paarige Anordnung zweier Tänze wurde dann teilweise noch durch einen dritten Tanz zu einer kleinen „Suite“ ergänzt. Ein frühes Beispiel einer solchen dreiteiligen Kombination ist eine Tanz-Folge von „Pavana – Saltarello – Piva“ im vierten Buch von Joan Ambrosio Dalzas Intabolatura de Lauto (gedruckt 1508 bei Petrucci); ebenso die von Pierre Attaingnant (Paris 1529 und 1530) publizierte Basse danse „La brosse“, die von manchen Autoren als wohl älteste mehrstimmige Suite angesehen wird. Weitere Beispiele für dreiteilige Urformen der Suite sind:
- Basse danse – Recoupe – Tourdion
- Passamezzo – Padoana – Saltarello

Nach Ansicht mancher Autoren wurde die Urform des Vor- und Nachtanzes vor allem von Lautenisten zur Suite weiterentwickelt.

## Barock
In der Barockmusik sind die Einzelstücke einer Suite in der Regel echte oder stilisierte Tänze und stehen meistens in der gleichen Tonart. Der Zusammenhang wird neben der gemeinsamen Grundtonart manchmal auch durch Substanzgemeinschaft zwischen den Einzelsätzen hergestellt.
Eine erste erkennbare Suitenform ist 1610 Paul Peuerls Newe Padouan, Intrada, Dantz, und Galliarda, in denen die vier im Titel genannten Tänze in zehn Suiten erscheinen. Das Banchetto musicale von Johann Hermann Schein (1617) enthält zwanzig Abfolgen von jeweils vier verschiedenen Musikstücken. Zu Beginn des 17. Jahrhunderts findet sich (bei P. Peuerl, M. Praetorius, M. Frank, H. Schein, S. Scheidt und J. Staden) die „deutsche Variationensuite“, mit folgenden Sätzen:
- Paduana – Intrada – Dantz – Galliarda
- Pavana – Galliarde – Allemande – Courante[7]

In England prägte William Lawes den Begriff Set für seine Ensemble-Suiten und verwendete bereits Allemande, Courante und Sarabande zusammen mit Aires und anderen Tänzen wie Pavane, Gaillarde oder „Morriss“. Seine Royal Consort Setts (vor 1635) haben meistens 6 bis 7 Sätze und enden fast alle mit einer Saraband, ansonsten ist die Reihenfolge der Tänze nicht standardisiert; Beispiele sind:
- Aire – Aire – Corant – Alman – Corant – Saraband (Nr. 3 in d)
- Aire – Alman – Alman – Aire – Corant – Saraband (Nr. 7 in a)
- Pavan – Aire – Alman – Corant – Alman – Corant – Saraband (Nr. 9 in F)

### Solomusik
Die „klassische“ Suitenfolge wurde zwischen ca. 1640 und 1670 von Chambonnières, Froberger, und Louis Couperin geschaffen, unter dem Einfluss französischer Lautenisten, unter anderem Denis Gaultier. Sie wurde in ihrer Reinform vor allem in der deutschen Cembalo- und Lautenmusik verwendet und bestand aus der Abfolge:
Allemande – Courante – Sarabande – Gigue,
wobei die Gigue später als die anderen auftaucht und von Froberger auch häufig an zweiter Stelle, also zwischen Allemande und Courante, positioniert wurde.
In Frankreich ging man jedoch besonders im 17. Jahrhundert relativ locker mit der Reihenfolge der Suitensätze um. Handschriftliche Quellen mit Cembalomusik wie das Manuscrit Bauyn oder das Manuscrit Parville sortieren zwar Stücke nach Tonarten und Komponist, aber in einer Weise, die meistens nicht als sinnvolle, feststehende Reihenfolge einer Suite angesehen werden kann: Beispielsweise erscheinen von Chambonnières (im MS Bauyn) in der Tonart C-Dur hintereinander 5 Allemanden, 11 Couranten, 4 Sarabanden, 2 Giguen, weitere 5 Couranten und eine Chaconne. Das ist so natürlich nicht als feststehende Suite gemeint – auch wenn dabei die obengenannte Standard-Reihenfolge durchscheint –, aber es können aus diesen Stücken sinnvolle Suiten zusammenstellt werden, wobei man sich nach der Satzfolge der Suiten in gedruckten Publikationen von Chambonnières (1670), Nicolas Lebègue (1677, 1687), D’Anglebert (1689) u. a. orientieren kann. Ähnliches gilt auch für die Tabulaturen mit französischer Lauten- und Gitarrenmusik.
Der Suite vorangestellt ist besonders im 17. Jahrhundert häufig ein Präludium bzw. ein Prélude oder Preludio – wie in Cembalosuiten von Louis Couperin, D’Anglebert, Lebègue, Schultheiss u. a., und in Suiten für Barockgitarre von Francesco Corbetta, Robert de Visée, François Campion, Ludovico Roncalli und Santiago de Murcia.
Französische Clavecinisten des 17. und frühen 18. Jahrhunderts (wie Chambonnières, D’Anglebert u. a.) verwendeten typischerweise drei oder zwei Couranten pro Suite, und lockerten die Folge unter dem Einfluss von Jean-Baptiste Lullys Balletten und Divertissements durch weitere Tänze auf. So wurde es üblich, Sätze wie Menuett, Gavotte, Chaconne, Passacaille, Canarie, Bourrée, Passepied, Rondeau usw. einzuschieben (die man auch als „Galanterien“ bezeichnete). In Frankreich stand am Ende der Suite häufig eine Gavotte und/oder ein Menuett. In deutschen Solosuiten und vor allem bei Bach und Händel ist normalerweise die Gigue der letzte Satz.
Die klassische Suitenordnung wurde von Bach stets als Basis für seine Solo-Suiten verwendet, wobei er die zusätzlichen „Galanterien“ immer zwischen Sarabande und Gigue einschob; das gilt für die Französischen Suiten, die Englischen Suiten und Partiten für Cembalo, ebenso wie für die Suiten für Violoncello, Violine, Laute und Traversflöte. Auch Händel komponierte zahlreiche Suiten für Cembalo auf Grundlage der klassischen Suitenfolge, ging dabei jedoch weniger schematisch mit der Reihenfolge der Sätze um und es kommt bei ihm vor, dass beispielsweise die Courante, die Sarabande oder die Gigue fehlen. Ein extremes Beispiel ist Händels Suite in F-Dur HWV 427 (1720), die keinen der traditionellen Tänze verwendet, sondern formal einer italienischen Sonata da chiesa entspricht (Adagio-Allegro-Adagio-Allegro).
François Couperin nannte seine Cembalosuiten „Ordre“, und er brachte ab ca. 1710 in Frankreich vor allem zahlreiche Charakterstücke in Mode, wobei die vier traditionellen, klassischen Tänze der Suite irgendwann fast ganz entfielen. Auch tonartlich findet eine gewisse Erweiterung statt: Häufig werden bei Couperin und seinen französischen Zeitgenossen innerhalb einer Suite (oder Ordre) Stücke in der Dur- und Moll-Variante gemischt (z. B. g-moll und G-Dur).

### Orchestermusik
Schon am Hofe Ludwigs XIV. Ende des 17. Jahrhunderts wurde es modern, aus Opern oder Balletten von Lully und anderen französischen Komponisten wie André Campra oder André Cardinal Destouches Suiten von Orchesterstücken zusammenzustellen, dabei wurde der gesamten Suite oft eine Ouvertüre (ebenfalls aus der Oper) als Eröffnungssatz vorangestellt. Die Auswahl und Reihenfolge der Tänze oder Charakterstücke war in diesem Falle mehr oder weniger beliebig, bunt und der Fantasie überlassen, auch die Einheit der Tonart nicht unbedingt gegeben.
In dieser Form wurde die Ouvertüren-Suite oder einfach nur Ouvertüre besonders bei deutschen Komponisten beliebt (allerdings in einheitlicher Tonart). Diese begannen, solche Werke nicht mehr (wie in Frankreich) aus Opern zusammenzustellen, sondern als eigenständige Instrumentalwerke zu komponieren, z. B. die sogenannten „Lullisten“ Kusser, Georg Muffat, Johann Caspar Ferdinand Fischer, Johann Joseph Fux u. a.
Georg Philipp Telemann soll etwa 1000 Orchestersuiten geschrieben haben, von denen 200 erhalten sind, die alle der Ouvertürensuite entsprechen; einige dieser Suiten verwenden Soloinstrumente, andere haben ein übergeordnetes außermusikalisches Programm, wie Alster Ouverture, La Bourse („Die Börse“), Burlesque de Don Quixote oder Hamburger Ebb' und Fluth. Von Johann Sebastian Bach stammen vier Orchestersuiten. Georg Friedrich Händel benutzte die Form für seine Wassermusik (aber nur für die erste von drei Suiten) und die Feuerwerksmusik. Bedeutende und zahlreiche Ouvertürensuiten schrieben auch Johann Friedrich Fasch und Christoph Graupner.
Sehr selten wurde die Form der Ouvertürensuite auch in der Solo-Literatur für Cembalo verwendet, namentlich von Händel in seiner Suite g-moll HWV 432 (1720), sowie von Bach in seiner Französischen Ouverture h-moll BWV 831 und in der Partita Nr. 4 D-Dur BWV 828.

## Klassik
Mit dem Ende des Barockzeitalters um 1750 kam die Suite aus der Mode, an ihre Stelle traten Divertimento, Serenade, Notturno und Kassation als Instrumentalmusik mit unterhaltsamem, heiterem bis tanzartigem Charakter.

## Romantik
Im 19. Jahrhundert wurde der Begriff Suite für eine Auskopplung von Instrumentalsätzen aus einer Oper (Carmen-Suite), einer Bühnenmusik (Peer-Gynt-Suite, L’Arlésienne) oder einem Ballett (Nussknackersuite) benutzt, die – in mehr oder weniger bunter Folge – entweder vom Komponisten selbst oder von einem Bearbeiter vorgenommen wurde.
Von Komponisten wie Camille Saint-Saëns (Karneval der Tiere), Jean Sibelius (Karelia-Suite) oder Pjotr Iljitsch Tschaikowski wurde der Begriff für eine Abfolge von kleineren Stücken benutzt, die durch ein gemeinsames programmatisches Thema verbunden waren.
Orchestersuiten wie in der Barockzeit, wie die historistische Holberg-Suite oder die sieben Suiten von Franz Lachner, sind Ausnahmeerscheinungen.

## 20. und 21. Jahrhundert
Die Bezeichnung Suite wurde auch im 20. Jahrhundert in unterschiedlichen Musikstilen benutzt. Beispielsweise komponierte Federico Moreno Torroba eine Suite castellana für Gitarre mit den Sätzen Fandanguillo, Arada und Danza.
In der Zeit der Operette wurden die einzelnen Stücke immer seltener vollständig übernommen und mit Überleitungen verbunden, so dass das Potpourri entstand – eine Form, die im heutigen Medley immer noch lebt.
In der Salonmusik bis hin zur Radiomusik des 20. Jahrhunderts ist die Suite als Auszug von musikalischen Bühnenwerken, beziehungsweise als Folge von Tänzen oder Charakterstücken allgegenwärtig. In diese Tradition fügen sich auch etwa die Suite für Varieté-Orchester von Dmitri Schostakowitsch oder Mont Juic von Lennox Berkeley und Benjamin Britten ein.
Sehr beliebt sind Suiten auch bei Filmmusiken, wo diese ebenfalls ein zusammengeschnitenenes „Best-Of“ eines Soundtracks darstellen (häufig werden die einzelnen Stücke über sogenannte Crossfades zusammengefügt, so dass von manchen Stücken lediglich Fragmente auftreten). Sehr häufig findet sich die Suite eines Soundtracks an letzter Stelle des CD-Scores, als sogenannte 'End-Credits Suite'. Auch für Orchesterkonzerte sind Filmmusiksuiten beliebtes Repertoire – wobei ebenfalls nicht nur Originalorchestrationen, sondern ebenfalls zahlreiches Material für Laienorchester mit vereinfachter/reduzierter Instrumentation, bzw. Orchestration zur Verfügung steht (beispielsweise fehlen in diesen Arrangements häufig eher selten gespielte Instrumente, wie z. B. Kontrafagott, und ebenso schweres Laufwerk o. Ä. wird häufig vom Arrangeur vereinfacht).

### Jazz
Auch im Jazz gibt es zahlreiche Beispiele für Suiten:
- Duke Ellington (und Billy Strayhorn): Black, Brown and Beige, 1943; Such Sweet Thunder/Shakespearean Suite, 1957; Toot Suite, 1958; The Ellington Suites (inkl. The Queen's Suite, The Goutelas Suite und The Uwis Suite), 1959; The Nutcracker Suite, 1960; Far East Suite, 1966; New Orleans Suite, 1970; Afro-Eurasian Eclipse, 1971; Latin American Suite, 1972.
- Max Roach: Freedom Now Suite, 1960.
- Oscar Peterson: Canadiana Suite, 1964.
- John Coltrane: A Love Supreme, 1965.
- Don Cherry: Relativity Suite, 1973.
- Keith Jarrett: The Survivors' Suite, 1976/1977.
- Charlie Watts, Jim Keltner: Elvin Suite, 2000.

### Rock
Und auch in der Rockmusik, insbesondere beim Progressive Rock, kann man Suiten finden:
- Deep Purple: April, 1968
- Procol Harum: In Held ’Twas in I, 1968
- Pink Floyd: Atom Heart Mother, aus dem gleichnamigen Album, 1970 sowie Echoes aus dem Album Meddle, 1971
- Van der Graaf Generator: A Plague of Lighthouse Keepers, 1971
- Genesis: Supper’s Ready[16][17], 1972
- Santana: Die ersten fünf Stücke von Eternal Caravan of Reincarnation bis Song of the Wind aus dem Album Caravanserai, 1972
- Manfred Mann’s Earth Band: Father of Day, Father of Night aus dem Album Solar Fire, 1973
- Colosseum: Valentyne Suite
- Renaissance: Song of Scheherazade, 1975[18]
- King Gizzard and the Lizard Wizard: Das 2017 erschienene Album Murder of the Universe besteht aus drei separaten Suiten.

## Orientalische Musik
Auch außereuropäisch entwickelten sich suitenartige Darbietungsformen wie zum Beispiel der Radif im iranischen Kulturraum.